# Saint-Jean-du-Cardonnay
 Saint-Jean-du-Cardonnay  es una población y comuna francesa, en la región de Alta Normandía, departamento de Sena Marítimo, en el distrito de Rouen y cantón de Notre-Dame-de-Bondeville.

## Demografía
| 773 | 773 | 1015 | 1094 | 1270 | 1298 |
| Para los censos de 1962 a 1999 la población legal corresponde a la población sin duplicidades (Fuente: INSEE [Consultar]) |     |      |      |      |      |